# Death Church
Death Church es el primer álbum de estudio y álbum debut de la banda británica de rock: Rudimentary Peni. En la cual se le considera el mayor trabajo del grupo. El álbum contiene una temática totalmente antirreligiosa, en la cual el grupo es activista militante del mismo.
Su ingeniero de sonido del álbum fue el fallecido productor británico independiente John Loder.
Se le considera uno de los álbumes de culto de la escena británica del punk rock y un clásico en el coleccionismo del rock.
El sencillo "Rotten to the Core" es una crítica constructiva al vocalista de la conocida banda de punk rock británica Sex Pistols: John Lydon y también critica al vocalista de la banda británica de punk rock  The Clash: Joe Strummer. Diciendo satiricamente que son personas "hipocritas", haciéndole referencia a que el grupo los considera "traidores del rock".

## Lista de canciones
Todas las canciones escritas y compuestas por Rudimentary Peni. 
| Death Church (CD) |                                   |          |  |
| N.º               | Título                            | Duración |  |
| 1.                | «¼ Dead»                          | 1:22     |  |
| 2.                | «Blissful Myth»                   | 1:48     |  |
| 3.                | «The Psycho Squal»                | 0:29     |  |
| 4.                | «Rotten to the Core»              | 3:23     |  |
| 5.                | «Poppycock»                       | 0:35     |  |
| 6.                | «Cosmic Hearse»                   | 0:38     |  |
| 7.                | «The Cloud Song»                  | 2:36     |  |
| 8.                | «Vampire State Building»          | 1:06     |  |
| 9.                | «Blasphemy Squad»                 | 1:16     |  |
| 10.               | «When You are a Martian Church»   | 1:11     |  |
| 11.               | «Pig In a Blanket»                | 2:34     |  |
| 12.               | «Inside»                          | 1:23     |  |
| 13.               | «Nothing but a Nightmare»         | 1:46     |  |
| 14.               | «Flesh Crucifix»                  | 1:08     |  |
| 15.               | «Slimy Member»                    | 0:56     |  |
| 16.               | «Love is Not»                     | 2:03     |  |
| 17.               | «Radio Schizo»                    | 1:22     |  |
| 18.               | «Happy Farm»                      | 1:23     |  |
| 19.               | «Alice Crucifies the Paedophiles» | 1:21     |  |
| 20.               | «Army of Jesus»                   | 2:09     |  |
| 21.               | «Dutchmen»                        | 2:10     |  |
| 32:39             |                                   |          |  |

## Personal
- Nick Blinko - vocal, guitarra, diseño de la portada del álbum
- Grant Matthews - bajo
- Jon Greville - batería

### Personal adicional
- John Loder - ingeniero de sonido